# École des hautes études en sciences sociales
École des hautes études en sciences sociales (EHESS) jedna je od najselektivnijih i najprestižnijih Grandes écoles društvenih znanosti u Parizu, Francuska. Jedan je od prehrambenih cementa francuskih Granda.
EHESS je izvorno bio odjel École pratique des hautes études, osnovan 1868. za obuku akademskih istraživača. Samostalnom institucijom postala je 1975. Danas njezina istraživanja pokrivaju područja ekonomije i financija, kognitivnih znanosti, humanističkih znanosti i politike, kao što su znanosti, primijenjena matematika i statistika, razvojni studiji, sociologija, antropologija, povijest, muzikologija i filozofija društvenih znanosti.

## Poznati maturanti
- Zvjezdana Sikirić-Assouline, hrvatska povjesničarka
- Miroslav Bertoša, hrvatski povjesničar
- Monique Wittig, francusko-američka književnica

## Vanjske poveznice
- EHESS